# Tony Hawk's Underground 2
Tony Hawk's Underground 2, también conocido como THUG2, es la sexta entrega de la serie de videojuegos Tony Hawk's y la segunda de la serie Underground, tras Tony Hawk's Underground, que sustituyó a la emblemática de Pro Skater. El videojuego fue desarrollado por Neversoft y distribuido por Activision para las plataformas Xbox, GameCube, PS2, PC, Game Boy Advance y para Teléfono móvil.
Para PSP fue desarrollado por Shaba Games, una división de Activision, bajo el nombre de Tony Hawk's Underground 2 Remix, que salió el 18 de marzo de 2005.

## Jugabilidad
Tras la salida al mercado en octubre de 2003 de Tony Hawk's Underground, la saga de videojuegos dio un vuelco a su tradicional formato. En THUG2, el equipo de Activision y Neversoft apostó por continuar con la línea marcada con THUG y su novedosa modalidad de poder bajarse del monopatín para explorar, interactúar en el escenario o hacer aún más difíciles los combos. Mezcla también sus clásicos modo historia o carrera, skate libre y modo para dos jugadores. En esta ocasión, para el modo libre existe una novedad: el jugador puede crear su propio modo de skate libre, poniendo él mismo sus reglas, los objetos a recoger, crear un nivel, etc. para después jugarlos.
En el apartado técnico, el juego ha sido mejorado con respecto a THUG, con unos gráficos y animaciones más definidos, mayor calidad en texturas y los movimientos de los personajes han sido también retocados, incluyendo efectos cinematográficos de última generación, como bullet-time.
Pocas novedades en esta secuela que, como se ha señalado anteriormente, apuesta claramente por continuar en la línea de su antecesor. Ya en el apartado de la jugabilidad destaca la posibilidad de lanzar objetos a los transeúntes de los enormes escenarios, lo cual, unido a su libertad total de movimientos por la ciudad y conducir vehículos, hace aún mayor el paralelismo con las sagas de Grand Theft Auto. Otras introducciones en el juego es el nuevo "focus control", donde se puede ver al skater a cámara lenta mientras realiza trucos (muy útil para aumentar y mejorar los combos) o, simplemente, mientras explora la ciudad.
En esta ocasión, el personaje participará en el World Destruction Tour, pero para ello deberá elegir con que equipo participar: o bien en el equipo de Tony Hawk, o en el de Bam Margera.

## Sinopsis

### Argumento
La secuencia de apertura muestra a un Skater (en el barrio de Nueva Jersey del juego anterior). Una furgoneta aparece en el centro de la pista y el jugador choca con la furgoneta.Personas que llevan máscaras de hockey secuestran al jugador y lo llevan a una habitación oscura con otros patinadores, como Eric Sparrow, Bob Burnquist, Mike Vallely y otros. Luego, Bam Margera y Tony Hawk explican sus planes para el "World Destruction Tour". Los patinadores luego se dividen en dos equipos - Equipo Team Hawk y Team Bam - y el jugador se une a Team Hawk. El jugador comienza la formación en la "Capacitación" donde completara goals para aprender nuevas habilidades hasta que Tony le dice que está listo para comenzar la gira en Boston. En la eliminación, Bob Burnquist, miembro del equipo de Hawk, aparentemente es castrado por Bam con un lanzapelotas y eliminado de la gira. En Barcelona, el Equipo Hawk gana. El siguiente tramo del recorrido es en Berlín, donde el jugador ayuda al equipo Bam a ganar la delantera, mientras que Eric solo ayuda a desmoralizar Team Hawk. Luego un director de cine Inglés, por el nombre de Nigel Beaverhausen, desea señalar la visita al público de Tony y Bam humillados después de causar el caos en Bangkok, la gira sigue en Australia.El jugador se supone que debe ser eliminado desnudo y golpeado por trampas para ratón pero Rodney Mullen detectá un error matemático, el jugador se supone que debe competir con Eric con el perdedor eliminado de la gira. El grupo hará lo que debe hacer, sino un chico australiano patinador les muestra un video de la gira, creada por Nigel Beaverhausen. Bam decide entonces que quien humilla Beaverhausen permanecerá en la gira. Eric solo roba su ropa pero el jugador, con la ropa de Nigel, Realiza un wallride en la furgoneta de Nigel. Eric es eliminado luego siguen a Nueva Orleans. Al final, Nigel reveló que filmó todo el recorrido, incluso antes de que Tony y Bam se reunieran en Berlín. Nigel se hará cargo de todos los daños y perjuicios de la gira. Team Hawk realiza un truco desafiando a la muerte llamado " El ecualizador" con el equipo de Bam y tiene éxito, pero los miembros del equipo de Mike Vallely, Chad Muska y Rodney Mullen son detenidos por la policía, dejando solo el jugador y Tony Hawk. Al final de la última parada en Skatopia. Al completar los goals en skatopia Tony evacua a los perros de skatopia antes de la explosión y Bam deja solo al jugador que todavía está atrapado en Skatopia, para salir Skatopia en un combo, que el jugador da y el equipo de los Hawk gana el "World Destruction Tour". Nigel le da la cinta a Bam, que solo muestra al papa de Bam, Phil Margera en el inodoro, El juego termina cuando Bam y Tony humillan a Beaverhausen una vez más.